# Owen Archer
Owen Archer è il protagonista dei romanzi storici scritti dalla scrittrice statunitense Candace Robb.

## Descrizione
Owen Archer è un arciere di origine gallese rimasto invalido durante una guerra tra inglesi e francesi, che si stabilisce nella città di York, nella seconda metà del XIV secolo.
A York Archer sposa la farmacista Lucie Wilton e si pone al servizio dell'arcivescovo John Thoresby come capo della guardia, spia e investigatore. Si trova quindi a dover risolvere vari casi di omicidio nella città di York, in altre città come per esempio il Santuario di St. David, in Galles, o presso la residenza estiva di Thoresby a Bishopthorpe Palace.

### Romanzi medioevali inglesi con Owen Archer
1. 1993 - La rosa del farmacista (The Apothecary Rose), Piemme (ISBN 88-384-8782-0)
2. 1994 - Il segreto della cappella (The Lady Chapel), Piemme (ISBN 88-384-1018-6)
3. 1995 - La reliquia rubata (The Nun's Tale), Piemme (ISBN 88-384-1023-2)
4. 1996 - La donna del fiume (The King's Bishop), Piemme (ISBN 88-384-8560-7)
5. 1997 - La morte nera (The Riddle of St Leonard's), Piemme (ISBN 88-384-8561-5)
6. 1998 - Il borgo insanguinato (A Gift of Sanctuary), Piemme (ISBN 88-384-8562-3)
7. 1999 - I delitti della cattedrale (A Spy for the Redeemer), Piemme (ISBN 88-384-7351-X)
8. 2003 - Il cavaliere assassinato (Cross-Legged Knight), Piemme (ISBN 88-384-5458-2)
9. 2007 - La croce degli innocenti (The Guilt of Innocents), Piemme (ISBN 88-566-2612-8)
10. 2008 - La veglia dei sospetti (A vigil of Spies), Piemme (ISBN 88-566-0446-9)
11. 2016 - The Bone Jar (racconto)
12. 2019 - A Conspiracy of Wolves